# Ан Се-йон
В това корейско име фамилията е Ан.
Ан Се-йон (на корейски: 안세영) e южнокорейска бадминтонистка. Носителка е на златен медал от Олимпиадата в Париж. Има и златни медали от Световното първенство по бадминтон през 2023 г. и от Азиатските игри през 2022.

## Биография
Ан е родена на 5 февруари 2002 г. в Куанджу, Южна Корея. Състезава се на международни турнири от 13-годишна, а когато е на 15 години, става част от националния отбор по бадминтон на Южна Корея.